# Unionismo espanhol
Unionismo espanhol é um termo geralmente usado por nacionalistas bascos e independentistas catalães para se referir à atitude política que se opõe a movimentos por independência e favorece a continuidade do Reino de Espanha como um único Estado-nação unido. Contudo, o uso do termo espanhol unionismo español dentro da Espanha não se aplica necessariamente ao uso fora da Espanha ou a traduções como "sindicalismo espanhol".
A expressão unionismo espanhol data de março de 2009 no contexto do movimento independentista catalão. Um exemplo de seu uso pelo nacionalismo basco data de abril de 2009.
A adoção do termo unionismo no contexto espanhol e o seu uso carregado de conotação negativa relacionam-se com tentativas de traçar paralelos com a Ordem de Orange e o movimento unionista na Irlanda.
O unionismo espanhol é considerado pelos partidos nacionalistas bascos e catalães como uma ideologia política identificada pela sua negação do exercício do direito à autodeterminação das nacionalidades periféricas da Espanha ou, por vezes, pela simples defesa da Espanha como nação. Portanto, o rótulo foi aplicado a partidos como o Partido Popular, o Partido Socialista Operário Espanhol, o União, Progresso e Democracia e o Cidadãos - Partido da Cidadania.